# Lista över romerska vägar

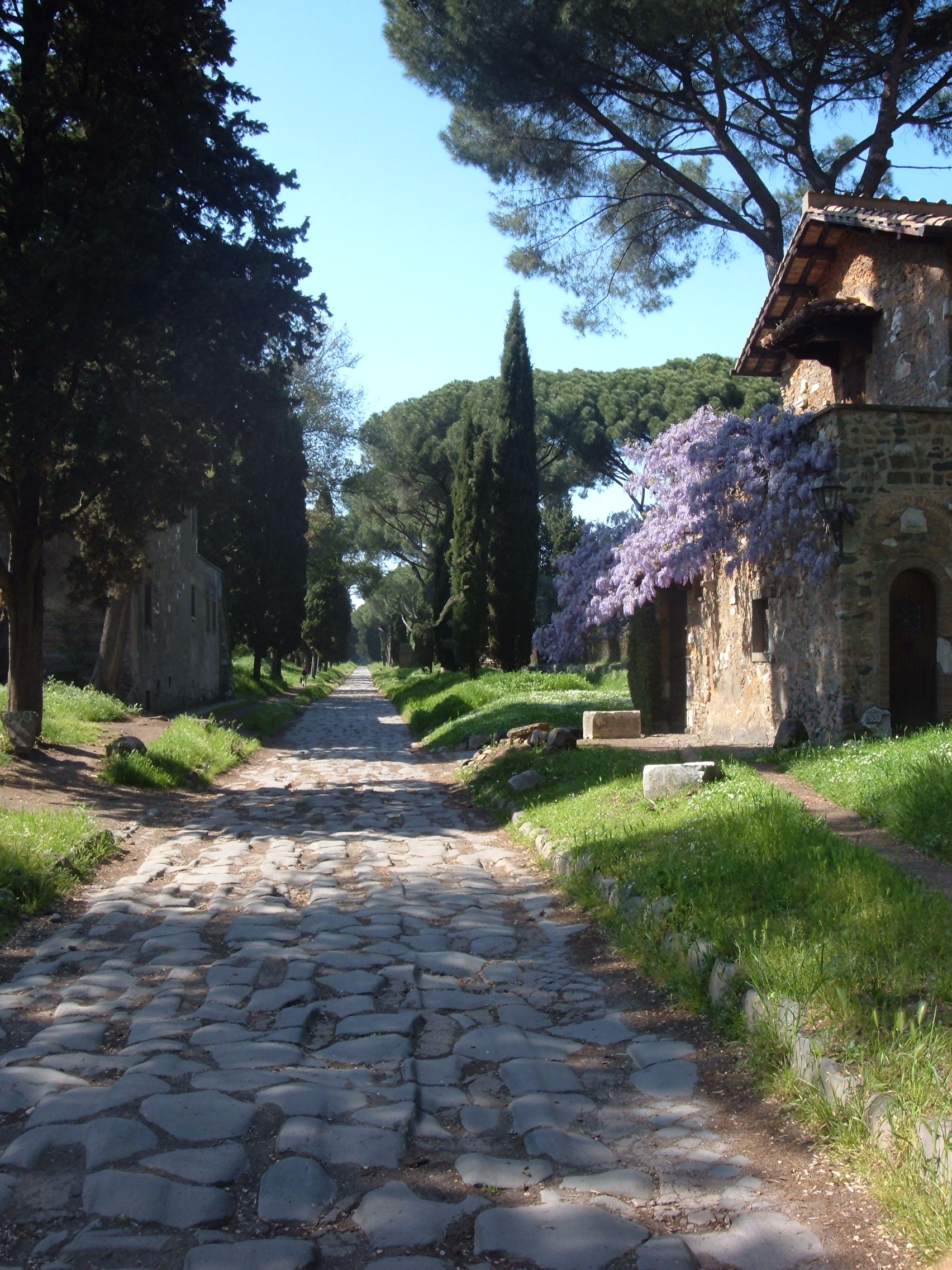
Via Appia Antica.

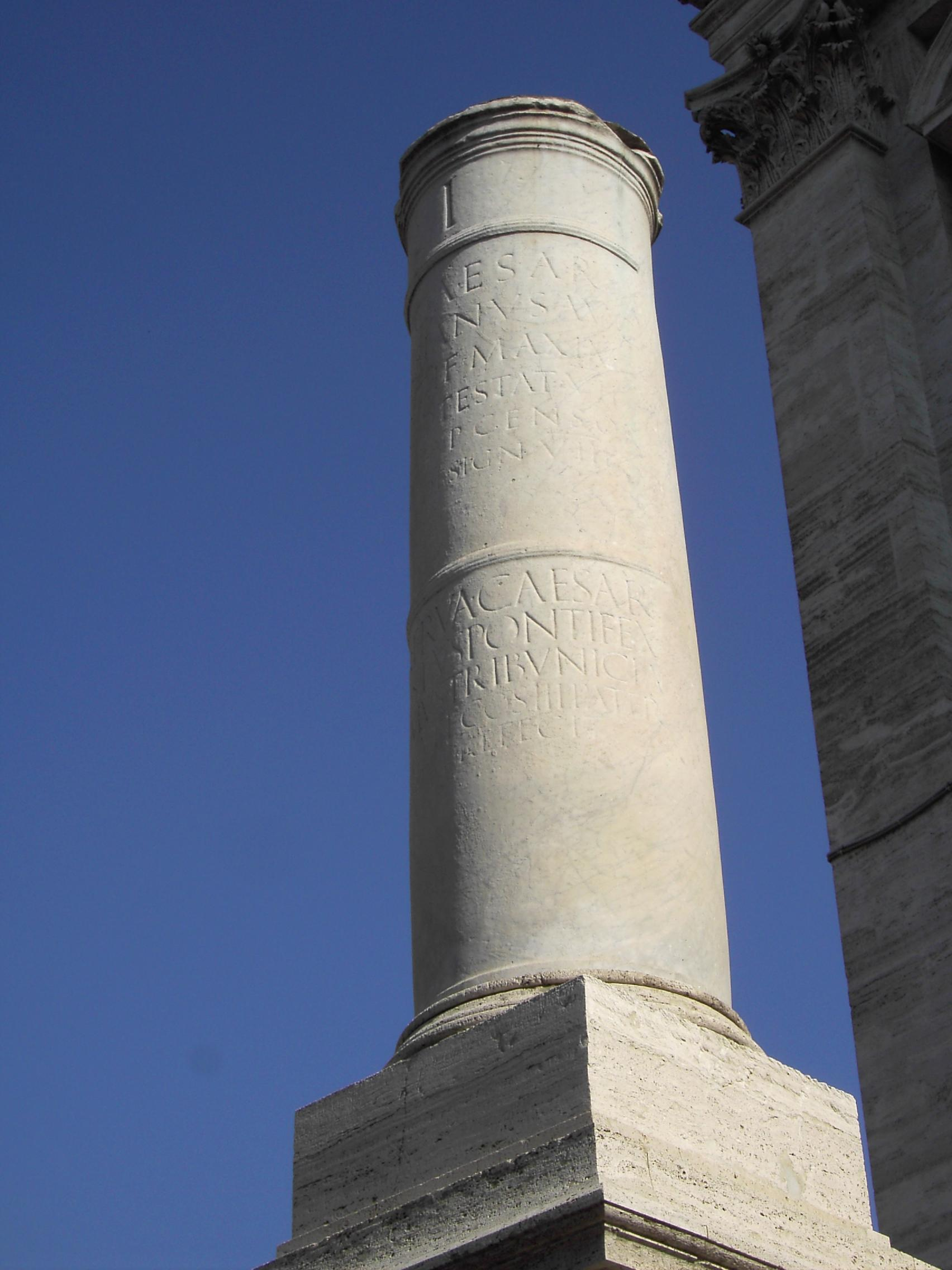
Milsten.

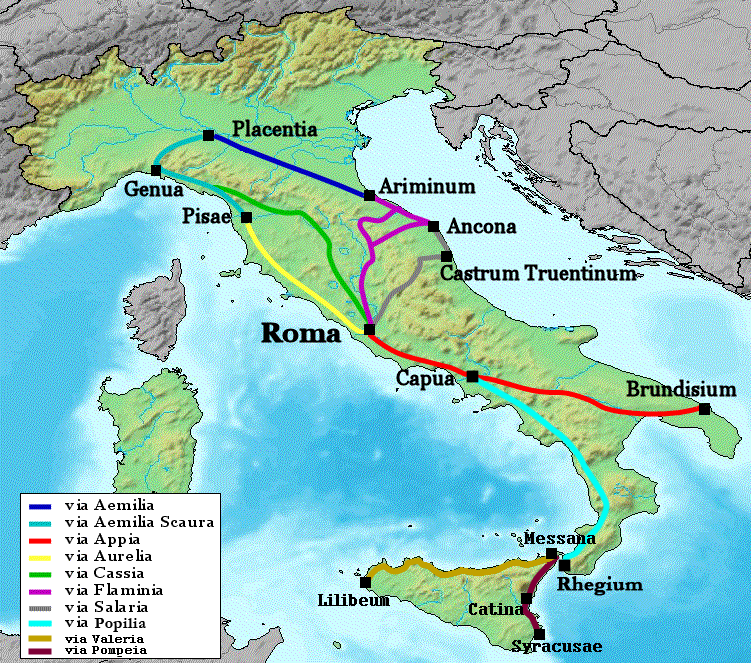
Karta över några av de antika vägarna.

Några av konsulvägarna som utgår från Rom.

Vägar i det Antika Rom.

## Frankrike
- Via Aquitania
- Via Domizia

## Grekland
- Via Egnatia

## Italien
- Via Annia
- Via Appia Antica
- Via Amerina
- Via Ardeatina
- Via Augusta
- Via Aurelia
- Via Cassia
- Via Campana
- Via Claudia Julia Augusta
- Via Clodia
- Via Collatina
- Via Emilia
- Via Emilia Scauri
- Via Empolitana
- Via Farnesiana
- Via Flaminia
- Via Julia Augusta
- Via Latina
- Via Labicana
- Via Nomentana
- Via Ostiense
- Via Pompea
- Via Popillia-Annia
- Via Portuense
- Via Postumia
- Via Praenestina
- Via Salaria
- Via Salaria Gallicae
- Via Satricana
- Via Sublacense
- Via Tiburtina
- Via Traiana
- Via Traiana calabra

## Transalpina vägar från Italien och Tyskland
- Via Claudia Augusta
- Via Mala

## Spanien
- Via Augusta
- Via Delapidata